# Гай Юлий Цивилис
Гай Юлий Цивилис (Julius Civilis; * 25 г.), (фалшиво Клавдий Цивилис) ръководи през 1 век въстание на германите против Рим. Той произлиза от издигнат батавийски род и е префект на помощен кохорт.
През 69 г. Цивилис използва неспокойствията в Италия след смъртта на Нерон за въстание на германските племена на Рейн, ръководени от батавите против Рим. Според Тацит въстанието има за цел да се създаде независима от Рим империя в северната част на Западна Европа.
Постепенно се включват все повече племена към бунта, също и в Галия. Племето на треверите с Юлий Класик и дори някои римски легиони. Войските на Цивилис превземат между другото лагерите Ветера, Новезиум и Бонна. Новият император Веспасиан успява чрез генерал Квинт Петилий Цериалис да контролира отново загубените територии на империята. Цивилис капитулира през 70 г.

## Паметници
За него има табло̀ във Валхала до Регенсбург.